# Dallas Stallions
Die Dallas Stallions waren ein US-amerikanisches Inlinehockeyfranchise aus Dallas im Bundesstaat Texas. Es existierte im Jahr 1999 und nahm an einer Spielzeit der professionellen Inlinehockeyliga Roller Hockey International teil. Die Heimspiele des Teams wurden in der Reunion Arena ausgetragen.

## Geschichte
Das Team war vor der Saison 1999 neu gegründet worden. In seiner einzigen Saison in der Roller Hockey International verpasste das Team die Play-offs um den Murphy Cup deutlich. Trainer war der NHL-erfahrene Kanadier Alan May.
Nach der Saison 1999 wurde das Team aufgelöst.
1999 hatte das Team einen Zuschauerschnitt von 894 und fand sich im Vergleich der anderen Teams im unteren Mittelfeld wieder. Der Zuschauerkrösus San Jose Rhinos hatte einen Schnitt von 4131, während lediglich 304 Zuschauer die Spiele der Minnesota Blue Ox besuchen wollten.
Die Teamfarben waren Schwarz und Gold.

## Saisonstatistik
Abkürzungen: Sp = Spiele, S = Siege, N = Niederlagen, OTN = Niederlagen nach Overtime oder Shootout, Pkt = Punkte, T = Erzielte Tore, GT = Gegentore
| Saison | Sp | S | N  | OTN | Pkt | T   | GT  | Platz       | Playoffs           |
| 1999   | 26 | 7 | 17 | 2   | 16  | 117 | 159 | 4., Western | nicht qualifiziert |

## Bekannte Spieler
- Artūrs Kupaks
- Bill Trew